# 八戸市立小中野小学校
八戸市立小中野小学校（はちのへしりつ こなかのしょうがっこう）は、青森県八戸市小中野5丁目にある公立小学校。

## 沿革
- 1875年（明治8年）12月28日 - 第9大区3小区小中野村・浜通村・湊沼館村の学区連合で小中野新堀に校舎を新築し、第17中学区湊小学として開校。
- 1881年（明治14年）1月5日 - 教育令により本校は中等科とし、別に小中野村に開雷分校、沼館村に沼館分校を開設、初等科を置く｡
- 1884年（明治17年）4月 - 学区の一部を分離し、沼館小学校開校。
- 1887年（明治20年）4月4日 - 小学校令により、盛湊尋常小学校と改称。北横町の民家を借りて校舎に充てた。さらに、新丁に小中野簡易小学校を置く。学区分離により、湊村に、湊簡易小学校を設立。
- 1893年（明治26年）8月 - 盛湊尋常小学校に小中野簡易小学校を統合し、小中野尋常小学校と改称｡
- 1897年（明治30年）6月1日 - 高等科併置し、小中野尋常高等小学校と改称｡
- 1906年（明治39年）
  - 5月1日 - 校章制定、校旗樹立。
  - 11月3日 - 校歌制定。
- 1921年（大正10年）7月21日 - 現地校に校舎移転。
- 1924年（大正13年）11月10日 - 小中野村の町制施行により、三戸郡小中野町立小中野尋常小学校と改称。
- 1929年（昭和4年）5月1日 - 小中野町が八戸市に合併された為、八戸市立小中野尋常高等小学校と改称。
- 1941年（昭和16年）4月1日 - 国民学校令により、小中野国民学校と改称。
- 1947年（昭和22年）4月1日 - 学制改革により、八戸市立小中野小学校と改称。
- 1952年（昭和27年）4月1日 - 小中野第二小学校（現:江陽小学校）を分離。
- 1954年（昭和29年）6月27日 - 鉄筋3階建校舎建築着工。
- 1959年（昭和34年）9月 - 第一期工事竣工（教室30・管理室5）。
- 1961年（昭和36年）6月30日 - 体育館が完成し、校舎増築（4教室）。
- 1963年（昭和38年）8月 - 放送室改造工事完成。全教室にラジオ受信機配置。
- 1966年（昭和41年）
  - 9月1日 - 小中野青少年育成会寄贈により、学校プール完成。
  - 9月28日 - 創立90周年記念式典挙行。
- 1975年（昭和50年）10月12日 - 創立百周年記念式典挙行。
- 2004年（平成16年）3月13日 - 直線翼垂直軸小型分散型風力発電システム設置。
- 2005年（平成17年）9月28日 - 創立130周年記念式典挙行し、祝賀会開催。同日、「養徳校」石碑建立。
- 2010年（平成22年）11月5日 - 屋内運動場耐震化補強工事終了。
- 2011年（平成23年）3月25日 - 校舎耐震化補強工事終了。
- 2012年（平成25年）
  - 4月1日 - 小中野公民館建替えのため、本校内に移動。
  - 12月6日 - 校舎一階・廊下・各教室等の床工事完了。
- 2014年（平成26年）
  - 2月2日 - 漁業資料室リニューアルオープン。
  - 3月23日 - 本校舎トイレ改築工事完了。
  - 6月23日 - 小中野公民館完成のため、小学校から退去。
  - 10月6日 - 校内放送機器交換。
- 2015年（平成27年）
  - 3月10日 - 屋内運動場非構造物耐震化工事完了。
  - 10月30日 - 創立140周年記念式典及び祝賀会挙行、記念誌発行。
- 2016年（平成28年）9月23日 - 中央玄関・体育館前ホール出入口に電子錠設置。

## 学区
- 栄町・森ノ奥・上佐比代・佐比代・大町（1丁目・住居表示未整備地区）・新丁・蟇館・新堀・新地・北横町・南横町・諏訪河原・第一中道・新地通り・本中条・中条・新地第一・浦町・北青葉・諏訪（1丁目・2丁目・住居表示未整備地区）・諏訪東・青葉2丁目（8番地以降）[1]

## アクセス
- JR八戸線小中野駅から、徒歩約630m[2]・約10分（裏門までは約530mと近いが、正門まではやや遠回りとなり）。
- 八戸市営バス「C5」系統と「M33」系統のバスで「上佐比代」(かみさびしろ)バス停から、徒歩約130m・約2分。
  - ただし、「上佐比代」バス停を通過するバスは、東霊園臨時運行便(日中の4本のみ運行)のため、通常は八戸市営バス「F1」系統と「N61」系統のバスで「中条」バス停下車。ただし、「中条」バス停から、裏門までは、約80mと近いが、正門までは約540m・約8分かかる。

## 周辺
- 小中野公民館 - 一時期、建て替えの為、本校校舎内に入った時期がある（詳細は上述）。
- 青森県道1号八戸階上線
- 八戸小中野幼稚園 - 進級前幼稚園のひとつ。

## 著名な出身者
- 上沢沙織（バレーボール選手：日立リヴァーレ）